# Paola Erdas
Paola Erdas (Sassari, 29 settembre 1965) è una clavicembalista italiana.
Attiva anche come musicologa, ha incentrato la sua attività musicale sul repertorio del primo Barocco.

## Biografia
Inizia i suoi studi di pianoforte con Orio Buccellato al Conservatorio di Cagliari, città in cui ha vissuto dalla tenerissima età, ma presto si appassiona al cembalo che studierà con Diana Petech diplomandosi poi al Conservatorio di Venezia. Allieva di Kenneth Gilbert alla Accademia Chigiana di Siena, dopo il diploma proseguirà il suo percorso col Maestro canadese alla Universität Mozarteum di Salisburgo.
Nel 1996 fonda lo JANAS ensemble assieme a Lorenzo Cavasanti.
Dal 2008 inizia un percorso che la porterà a interessarsi di generi musicali diversi e a intraprendere collaborazioni con artisti indiani e iraniani.
Dal 2014 si interessa di repertorio del Medioevo ed espande la sua attività anche nel campo del teatro e della performance con la danza.
È cofondatore assieme ad Andrea Lausi del Festival Internazionale Wunderkammer di Trieste.
Ha insegnato clavicembalo al Conservatorio Corelli di Messina e attualmente al Conservatorio Tartini di Trieste, città in cui vive dal 1993.

## Opere

### Pubblicazioni
- Perrine, Pieces de Luth en Musique avec des Regles pour les toucher parfaitement sur le Luth et sur le Clavessin (Paris 1680). ISMN: 979-0-2153-0049-1
- Nicolas Antoine Lebègue, Pièces de Clavessin (Paris 1677), coautore: Giorgio Cerasoli. ISMN: 979-0-2153-0414-7
- Antonio de Cabezón Obras de Música para Tecla, Arpa y Vihuela. Compendio de Música (Madrid 1578) per Organo o Clavicembalo - Vol II. ISMN: 979-0-2153-1863-2

## Discografia
- A. Valente, Intavolature de Cimbalo, Napoli 1576, P.Erdas, clavicembalo - Hitasura Productions
- A. De Cabezon, La Tecla de l’Alma, P. Erdas, clavicembalo – ARCANA
- J. H. D’Anglebert, Pieces de Clavecin en Manuscrits, P. Erdas, clavicembalo – ARCANA
- N. A. Lebegue, Pieces de Clavecin, P. Erdas, clavicembalo – Stradivarius Records
- AAVV, Il Cembalo Intorno a Gesualdo, P. Erdas, clavicembalo – Stradivarius Records
- L. Venegas De Henestrosa, Libro de Cifra Nueva para Tecla, Arpa y Vihuela, P. Erdas, clavicembalo – Stradivarius Records
- Perrine, Pieces de Clavessin, P. Erdas, clavicembalo – Stradivarius Records
- AAVV, Hermosuras, JANAS ensemble, P. Erdas, clavicembalo e direzione – Stradivarius Records
- C. Caresana, Cantate profane da camera, Ensemble Demesure – Brilliant Classics
- AAVV, Lo Specchio Ricomposto, Erdas, Cavasanti, Guerrero – Stradivarius Records
- J. S. Bach, Concerti per Violino, Orchestra Aglaia – AMADEUS
- A. Vivaldi, Sonate e Concerti per Flauto Traverso, Ensemble L'Apothéose – Stradivarius Records
- G. F. Händel,  Nel Dolce Dell’oblio, Pabyan-Merding-Erdas – Callisto Records
- Pergolesi, Vinci, Leo, Concerti per Traversiere, Ensemble L'Apothéose – Stradivarius Records
- A. Vivaldi, Concerti con molti strumenti, Orchestra Europa Galante – Virgin Classics
- P. De Monteclair, La Guerre et la Paix, Ensemble L'Apothéose – Stradivarius Records
- AAVV, Sonate Napoletane per Flauto Traversiere “Zefiro Soave”, Ensemble L'Apothéose – Stradivarius Records
- T. Albinoni, Opere per Traversiere Vol.II, Ensemble L'Apothéose – Stradivarius Records